# Enke-Fabrik

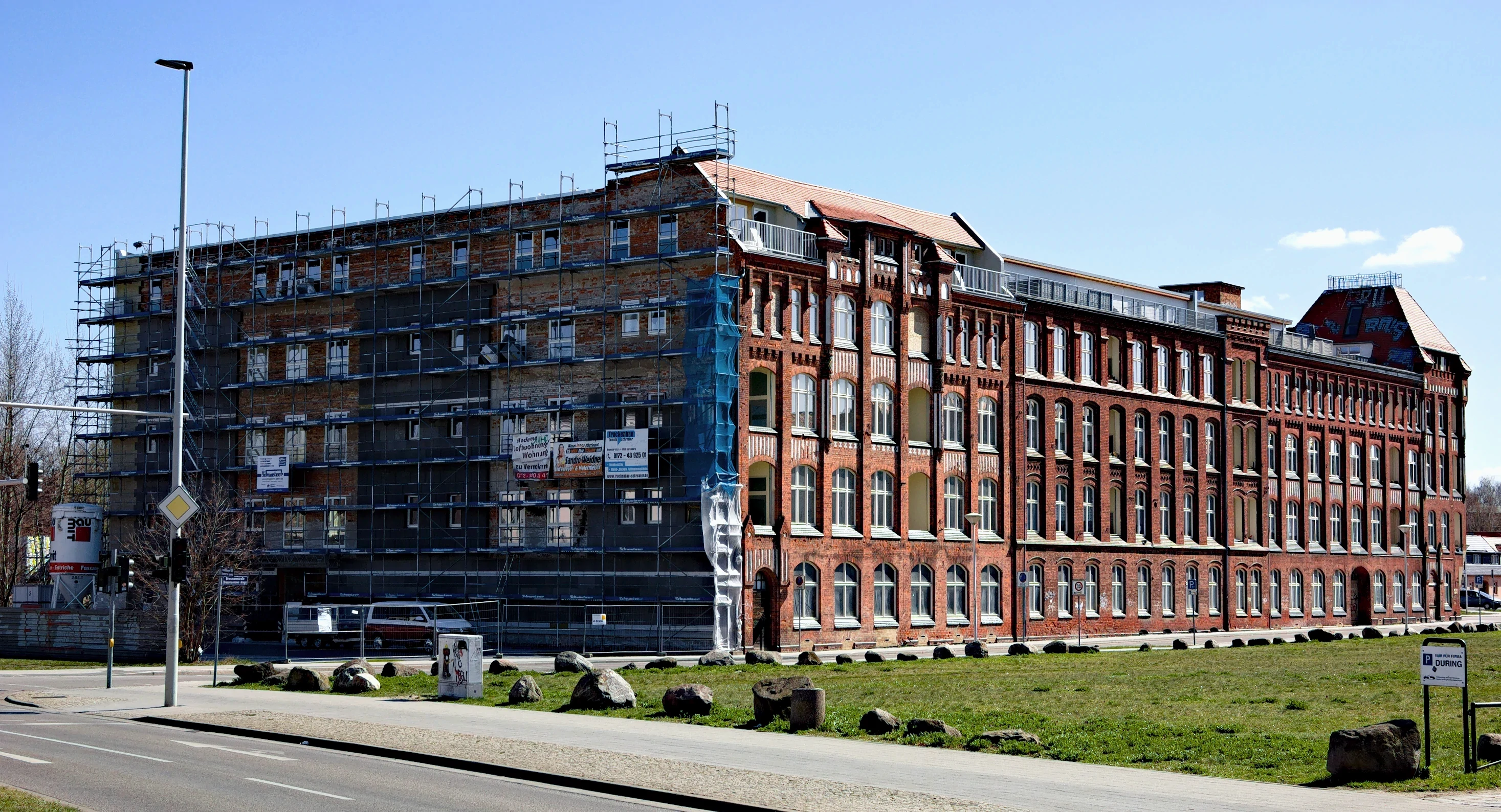
Ansicht von Nordwesten

Die Enke-Fabrik ist ein Ensemble aus ehemaligen Fabrikgebäuden in der Stadt Cottbus (Land Brandenburg), auf einem 8000 Quadratmeter großen Grundstück an der Ecke Briesmannstraße/Ostrower Platz. Die Anlage wurde ab 1890 erbaut und steht heute unter Denkmalschutz. Seit 2016 wird das Gebäude zum Wohnhaus umgebaut.

## Geschichte

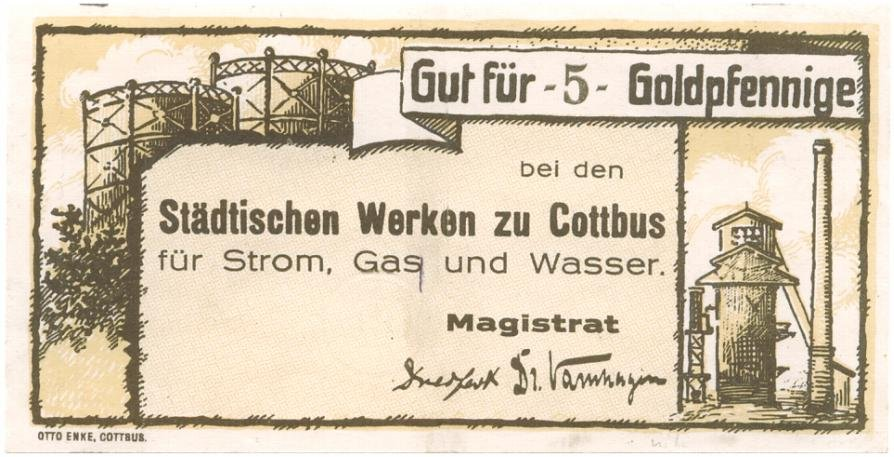
Notgeld-Schein „Gut für - 5- Goldpfennige bei den Städtischen Werken zu Cottbus für Strom, Gas und Wasser.“
mit dem Zudruck „Otto Enke, Cottbus“, um 1923

Die erste Fabrik wurde zwischen 1890 und 1891 im Auftrag des Maschinenfabrikanten Viktor Sterz errichtet. 1900 erwarb Otto Enke die Immobilie und gründete hier eine Geschäftsbücherfabrik mit Großbuchbinderei und Druckerei. Erstmals wurde der ursprüngliche Fabrikbau auf der Südseite 1908 durch ein Eckgebäude erweitert, das bis zum Ostrower Platz reicht. 1919 kaufte Otto Enke einen Teil des nördlich angrenzenden Geländes von dem Tuchfabrikanten Robert Förster, das er 1922/1923 bebauen ließ. 1924 wurde das Fabrikgebäude um sieben Achsen erweitert. Um 1920 nutzte die Lausitzer Landeszeitung Teile der Fabrikgebäude als Druckerei sowie als Verlagshaus. 
Nach dem Zweiten Weltkrieg erfolgte 1945 eine Demontage der Ausstattung der Geschäftsbücherfabrik im Rahmen der Reparationsleistungen.
Zu DDR-Zeiten wurden die Gebäude von der Firma Starkstromanlagenbau (VEM) und ab 1986 Automatisierungsanlagen Cottbus genutzt. Nach der Wende wurden die Gebäude durch die Firma ABB modernisiert.
Später, nach Rückübertragung, kam es ab Mitte der 90er Jahre zum Leerstand. Immer noch unsaniert standen die Gebäude lange leer. 
Neue Verwendungskonzepte, erstellt von der Eigentümerstandortgemeinschaft Ostrow (ESG), werden zurzeit geprüft. Mit neuem Konzept wurden bereits 2016 erste Wohnungen im Komplex von einem Privatinvestor fertiggestellt und 2017 wird der Ausbau der ehemaligen Fabrik weitergeführt.

## Architektur

### Hauptgebäude

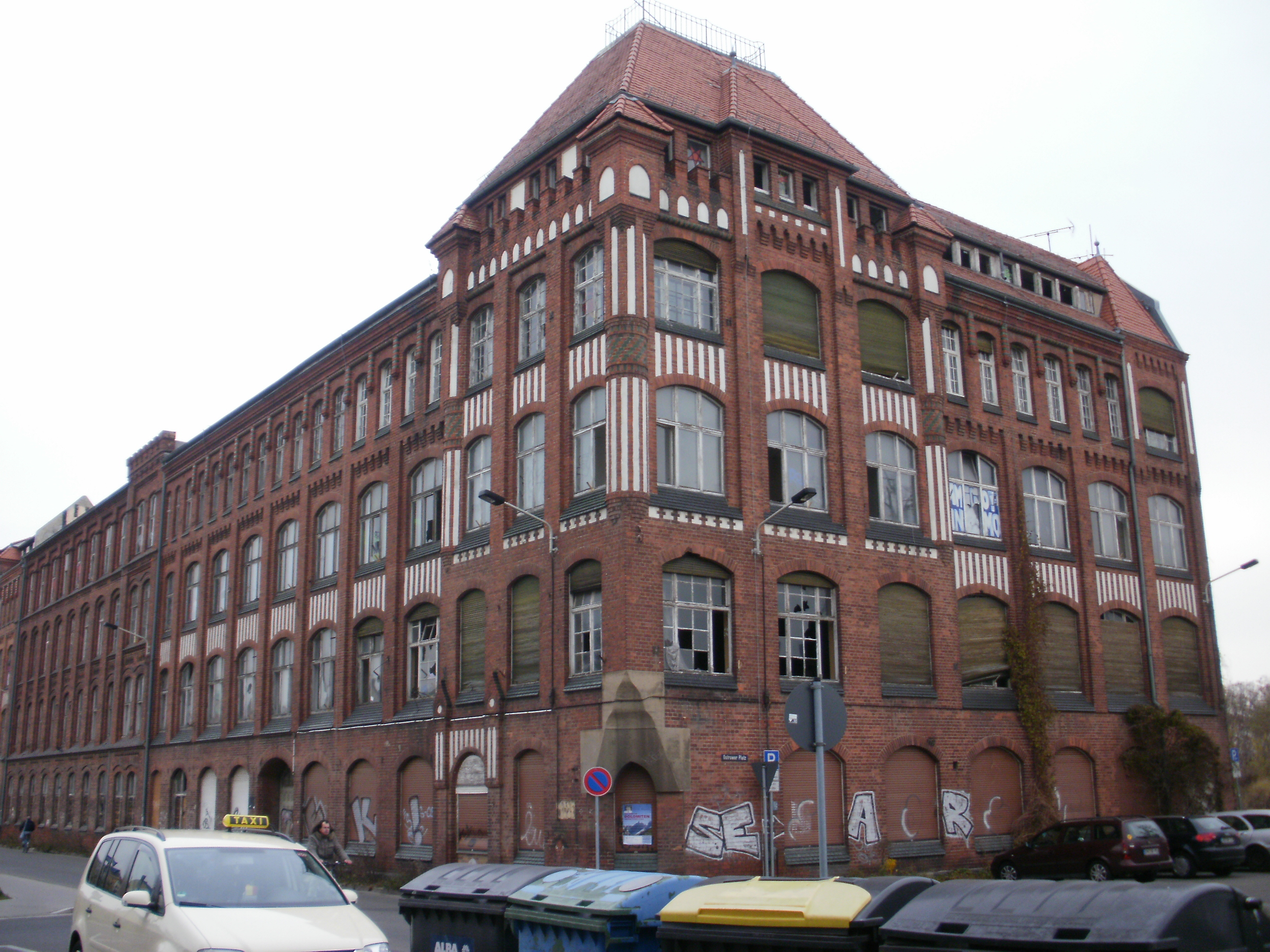
Ansicht von Südwesten

Dieses Fabrikgebäude ist ein viergeschossiger unverputzter Ziegelbau mit einem flachen Satteldach. Die zehnachsige Straßenseite zeigt einen vielschichtigen, streng axialen Wandaufbau mit neugotischen Dekorationen. Die beiden mittleren Geschosse sind durch abgeschrägte, von Schmuckleisten, die Dreipassprofile besitzen, begleitete Sohlbankgesimse zusammengefasst. Die Mittelgeschoss-Fenster werden von segmentbogig abgeschlossenen Blendfeldern umrahmt. Das vierte Geschoss wird durch Pilaster belebt, die mit Rundstäben verziert sind. Über dem Zahnschnittfries und dem Konsolfries befindet sich ein getrepptes Traufgesims. Alle Fenster haben einen Segmentbogenabschluss und profilierte Rahmungen. Im zweiten Obergeschoss wird die Brüstungsfläche durch eingelegte Formsteine, die mit einem Vierpassprofil versehen sind, hervorgehoben. Als Risalit mit Zinnen-Abschluss sind die beiden rechten Außenachsen ausgebildet.

### Südliche Erweiterung

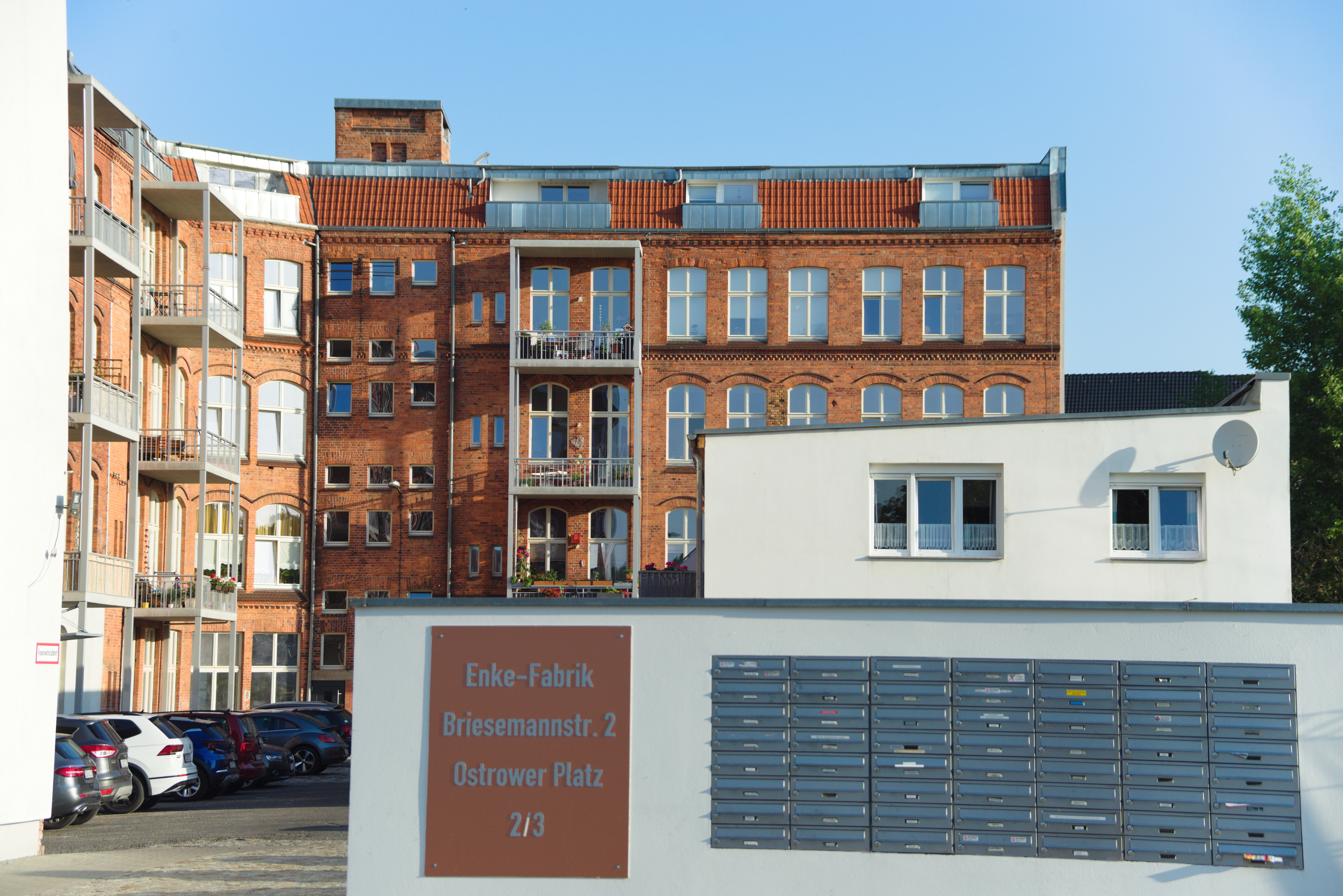
Ansicht Briesemannstraße nach Umbau (2023)

Dieser im Süden angefügte Eckbau ist eine Eisenbeton-Konstruktion, bei der erstmals an diesem Ensemble Verblendklinker für die Fassade verwendet wurden. Der achtachsige Seitenflügel an der Briesmannstraße ist flach gedeckt und der vierachsige am Ostrower Platz hat ein Berliner Dach. Die etwas höhere Gebäudeecke besitzt ein steiles Mansardwalm-Terrassendach. Die Gliederung der Straßenfassaden ähneln dem ersten Fabrikgebäude und sind mit weißen Putzblenden und Glasursteinen modifiziert. Die Abdeckungen der Sohlbänke der mehrteiligen Segmentbogenfenster sind grün glasiert. Die Sturzzonen der Fenster des ersten Obergeschosses werden durch eine Reihung aus senkrechten Putzblenden akzentuiert. Im obersten Geschoss nehmen je zwei schmale Fenster die Achse der unteren Etage auf. Diese sind von Halbrundstäben aus alternierend gesetzten rot bzw. grün glasierten Formsteinen gefasst. Die Südfassade schmückt ein Seitenrisalit mit abgewalmten Zwerchdach. Das Metalltor mit ausgesetzten Nietenfeldern und geometrischen Profilfeldern ermöglicht die Einfahrt von der Briesmannstraße aus. Das dritte und vierte Stockwerk werden durch aufwändige Lisenen, variierte Putzornamente und dekorative, mit Putzblenden und Glasursteinen geschmückte Rundtürmchen an den Hauskanten aufgewertet. Den Fassadenabschluss bildet mit einem Zinnenkranz ein kleines Walmdach mit abgeschlossenen Aufsatz. Der hinter der Traufe leicht zurückgesetzte Mansardbereich des Daches wird durch ein Fensterband hervorgehoben. An der Südseite des Eckbaus befindet sich die Mittelachse mit einem darüber befindlichen Zwerchhaus.

### Nördliche Erweiterung
Der nördliche Erweiterungsbau besitzt ein Berliner Dach mit langgestreckten Seitenflügeln zum Hof. Seine Fassadengliederung sowie die Auswahl und Anordnung des Bauschmucks erfolgten nach dem Vorbild des Baus von 1908. Die mittleren vier Achsen sind von analog geschmückten Türmchen eingefasst, die einen zwerchhausartigen Aufsatz tragen. Dieser Aufsatz wird beidseitig flankiert von Dachschleppen.

### Allgemein
Die Hoffronten sind durch eng gereihte Fensterachsen und Friesgesimse strukturiert. Die Stürze werden durch Rollschichten betont. Treppenhausrisalite beleben alle drei Gebäudeteile. Im Inneren sind Teile der hölzernen bzw. gusseisernen Tragwerke der Saaldecken und die Treppenanlagen erhalten. Ein Schornstein über einem polygonalen Sockel dominiert das eingeschossige Kesselhaus, das dem Mittelbau angefügt ist.

## Bedeutung
Bei dem Ensemble handelt es sich um die repräsentativste Fabrikarchitektur des Historismus in Cottbus. Der hohe ästhetische Anspruch ist für Produktionsbauten ungewöhnlich. Er wird in einer gelungenen individuellen Gestaltung der Einzelgebäude und der Anwendung von phantasievollem, der Gotik entlehntem Bauschmuck deutlich. Außerdem zeigten sich die Erbauer mit dem erstmaligen Wechsel von Mauerwerksbau zu Eisenbeton-Skelettkonstruktion innovativ. Durch die Ecklage ist das Ensemble außerdem von städtebaulicher Bedeutung.

## Umbau zum Wohnhaus

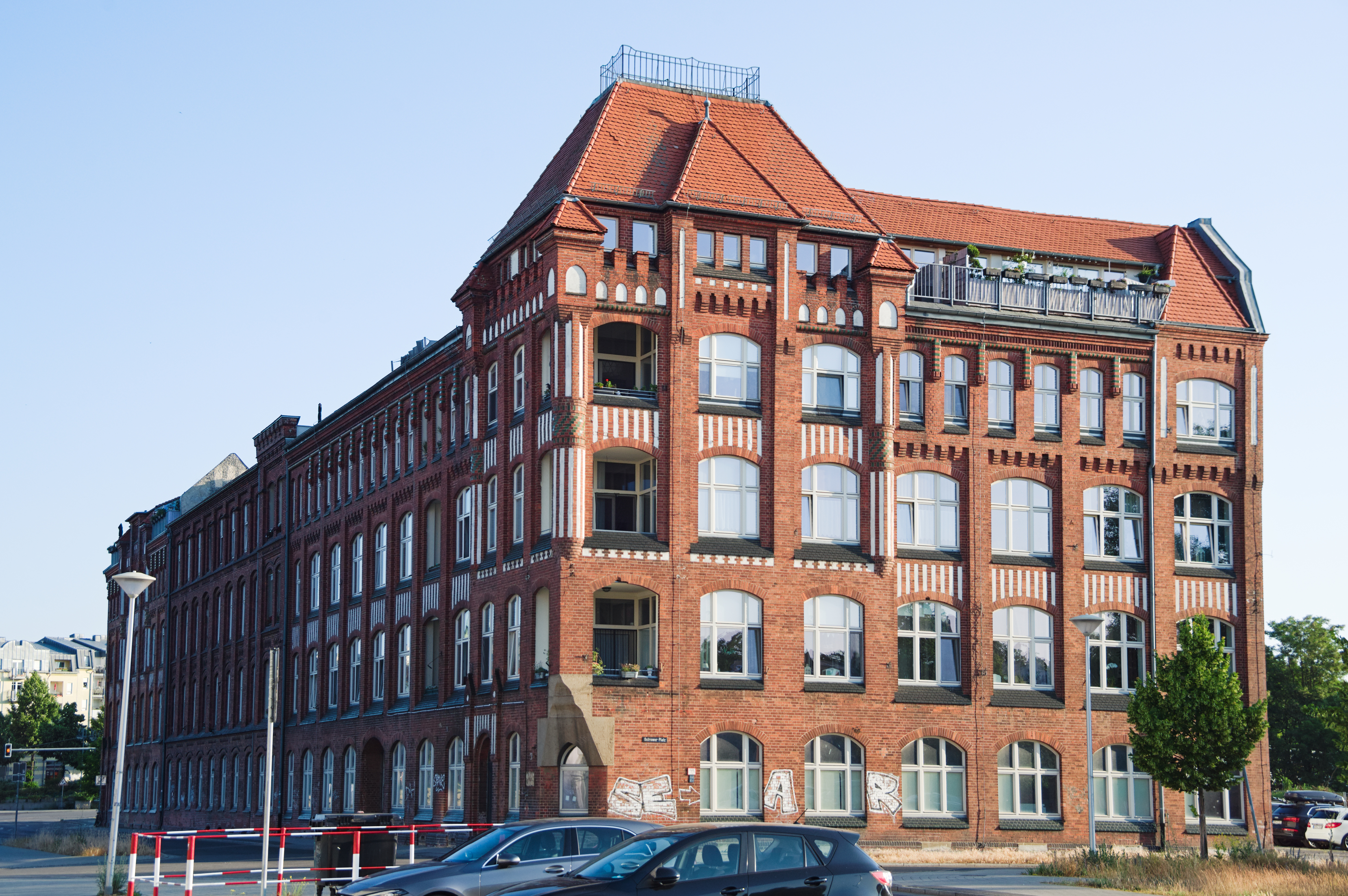
Bauzustand nach Umbau (2023)

Im Jahr 2016 gab die Stadt Cottbus bekannt, dass sie Genehmigungen für den Umbau der Enke-Fabrik in ein Wohnhaus erteilt hat. In einem ersten Bauabschnitt entstanden dabei bis 2018 im Südflügel mittlere und große Loftwohnungen. Als zweiter Abschnitt soll das Hauptgebäude umgebaut werden. Für den Nordflügel steht der Bauherr noch in Verhandlungen mit der Stadt hinsichtlich der Giebelgestaltung zur Altstadt. Insgesamt sollen etwa 40 Wohnungen und eine Handelsfläche in dem Fabrikbau untergebracht werden.